# Kaplica Świętego Antoniego w Przeworsku
Kaplica Świętego Antoniego w Przeworsku – kaplica przy kościele oo. Bernardynów pw. św. Barbary w Przeworsku, w której znajduje się ołtarz z otaczanym czcią wiernych obrazem św. Antoniego z Padwy.
Kaplica posiada wyraźnie rokokowy wystrój. Wymiary kaplicy wynoszą 7 × 7 m. Wzniesiono ją w 1757 r. dla otaczanego kultem obrazu Jezusa Biczowanego. W latach 1894–1962 przebywał w niej łaskami słynący obraz Matki Bożej Pocieszenia. Od tego czasu jest w niej obraz św. Antoniego z Padwy, pędzla Franciszka Lekszyckiego.
Obraz umieszczony jest w ołtarzu wykonanym przez przeworskiego rzeźbiarza Antoniego Rarogiewicza w stylu nawiązującym do rokokowego, w 1894 roku – w 700. rocznicę urodzin Świętego. Obraz okala bogato zdobiona rokokowa rama. Nad obrazem widnieje godło Franciszkanów z bijącymi od niego złocistymi promieniami. Po lewej stronie obrazu figura Świętego Jana Kapistrana, założyciela prowincji oo. Bernardynów w Krakowie, po prawej św. Bernardyna ze Sieny.
W kaplicy są pozostałości polichromii maryjnych oraz XIX-wieczne, związane z postacią św. Antoniego. W prawej (wschodniej) ścianie znajduje się epitafium z 1677 roku, poświęcone pamięci Jana Szomowskiego, wojskiego przemyskiego, zm. w 1668 roku.